# Henry Nordin
Nils Bengt Henry Nordin (ur. 8 grudnia 1921 w Högseröd, zm. 8 września 2018 w Malmö) – szwedzki szermierz. Reprezentant kraju podczas igrzysk olimpijskich w Helsinkach. Uczestniczył w turnieju indywidualnym szablistów, w którym odpadł w ćwierćfinale.